# كنبدان (دودانغة)
کنبدان (بالفارسية: کنبدان) هي منطقة سكنية تقع في إيران في قسم دودانغة الریفي. يقدر عدد سكانها بـ 109 نسمة.